# イスラム教における棄教
イスラム教における棄教では、ムスリムがイスラームの信仰を部分的、もしくは全面的に放棄するケースについて記述する。

## イスラム法上の棄教
イスラム法上では、棄教者は原則として死刑とされている。聖典クルアーンでは信教の自由を説き現世での処罰を設けていないが、預言者の言行録ハディースでは棄教者をスパイと見做して死刑を命じたケースが記録されており、これが根拠となっているのである。ただしハナフィー派とシーア派では女性の棄教者は死刑ではなく終身禁錮に処するべきという意見が主流である。改革派のムスリムはこのような刑罰に反対しているが、現在のイスラム法学では保守派の見解が主流である。またイスラム法学においては特別な場合に限り偽装棄教（タキーヤ）を認める学派も存在しているため、時にこれらが棄教の隠れ蓑として用いられることもある。棄教に対する保守派ムスリムの態度は多くの非ムスリムから厳しい非難を受けている。

## 現実の棄教
総じて棄教者に対するイスラム共同体の態度は、イスラム法の影響力の多寡によっているといえる。イスラム法の力が抑えられている場合棄教者への処罰は稀だが、多くのイスラム教国では今なおその状態まで至っていない。

### イスラム法の影響力が弱い地域
ムスリムが多数派を占めていない地域、もしくは旧ソビエト連邦に属した中央アジア諸国や世俗主義を徹底したトルコ、アルバニアのようにムスリムが多数派を占めていてもイスラム法の影響力が極度に低下した地域では、イスラムから他宗教への改宗も死刑となることはないか、あるいは極めて稀である。実際に改宗者もそれなりに存在している。
これらの地域ではイスラム法の適用による処罰が禁止されており、公的には何ら処罰を受けないことが多い。とはいえ保守的ムスリムの多い地域では、家族や隣人の手によって私刑としての処罰が行われることがあり、問題となっている。ヨーロッパではこれらの棄教者たちを保護する必要があるとして、人権団体による運動が展開されている。アメリカ合衆国でも、北米イスラーム評議会から棄教者の死刑に疑義を呈している。

#### 日本
日本においてはムスリム自体が少ないため、現在までのところイスラム教からの改宗者の取り扱いに関して大きな問題は発生していない。ただし日本のモスクで配布されるパンフレットでも「イスラム教徒は原則改宗はできない」と明記されている。ここでは信教の自由については、「共同体に影響を与えないこと」を条件として、心の内面でイスラムの信仰から離れることは可能であるとしている。文面から推測するに、他宗教に改宗しても、それが表面的に分からないレベルであれば許されるが、公に他の宗教の信仰を告白することは不可能だともとれる。以下はその原文である。
近年日本にも多くのムスリムが出稼ぎなどでやってきており、その中には日本人と結婚し定住するものも出てきている。またこれらのムスリムは多くパキスタンなどの保守的イスラムの強い国から来日しているため、将来的に日本で生まれた二世以降の世代（片親がムスリムであれば、生まれた時点でムスリムとされる）がイスラムを棄教してそれ以外の宗教を選択する場合、彼等の信教の自由が脅かされる可能性があるという意見もある。
日本国憲法では信教の自由が完全な形で保障されているため、改宗の禁止と妨害は憲法に違反するとの意見もあるが、憲法違反とは国が棄教や改宗に関与して命令してはならないと言うことであり、親子や個人間の宗教問題には憲法は直接には関与しない。日本の裁判所が棄教や改宗について命令することが憲法違反であるというだけで、個人間の宗教議論は言論と信仰の自由の問題なので司法は不介入である。イスラム教国のように身分証明書や公的書類に宗教欄を持たない日本の行政では役所などに宗教の変更を届け出る必要もなければ、棄教や改宗について裁判で争ったり、裁判所が棄教や改宗について命令を出すこともなければ、司法が棄教や改宗を処罰したり取り締まったりすることもないと言うだけに過ぎない。日本でムスリムの棄教や改宗が法的問題になるとすれば、ムスリムの父親が未成年の子供への宗教の強要が児童虐待になる可能性があるか、成人同士であれば宗教の強要が迷惑行為、強要罪であるとして裁判所に強要の停止命令を訴える、あるいは慰謝料や損害賠償などを請求するぐらいしか手段がないが、イスラムからの改宗ないし棄教についても法的に制約されることはなく、仮にイスラム教徒からの棄教等に対する妨害行為等が有った場合には、当該行為自体が違法行為であり、処罰の対象となる（仮に、棄教者を殺した場合には、当然、殺人罪として起訴される。）。

### イスラム教国
中東を中心としたイスラム教国（単にムスリムが多数派であるのみならず、イスラム法の影響力が極めて強い国々）におけるイスラムから他宗教への改宗は極めて危険なこととされている。棄教者は親兄弟や恋人にすらそのことを明かそうとしないため、その実態も正確に把握することはできない。これらの国々においては棄教者は死刑と明確に定めている所が多く、とりわけイラン、サウジアラビア、アフガニスタン、イラクなどではイスラム原理主義の影響で過酷な弾圧が行われているとされている。
一方、モロッコでは2017年、棄教者に死を命じたハディースは当時の政治的判断であるとして、棄教を無罪とし改宗を認めるファトワを出している。

## 非ムスリムからのイスラム法批判
非ムスリムの学者達の間では、棄教に関するイスラム法の規定を反民主主義的であり信教の自由を脅かすものであるとして批判している。ただし現実にムスリムの改宗者は少なからず存在しており、それに対するムスリム共同体の立場も一概に排斥・迫害の立場となるわけではないこと、現代では法学上も棄教を自由化しようという動きが存在していることから、ステレオタイプに基づく批判はかえってムスリムの態度を硬化させ、原理主義を招くだけだという意見もある。